# Paweł Kuźmicki
Paweł Kuźmicki (ur. 25 sierpnia 1973 w Mrągowie) – polski żeglarz, medalista mistrzostw Europy, olimpijczyk z Sydney 2000.

## Kariera sportowa
Zawodnik klubu AZS-AWFiS Gdańsk. Startował w klasach Optimist, Cadet, 420, 470 by ostatecznie startować w klasie 49er. Startował w parze z Pawłem Kacprowskim. Mistrz Polski w latach 1998-2002. W roku 2005 zmienił partnera w załodze, tworząc nową załogę z Tomaszem Stańczykiem.
Srebrny medalista mistrzostw Europy z roku 1998. Uczestnik mistrzostw Europy w roku 1997 (9. miejsce), 1999 (5. miejsce), 2001 (10. miejsce), 2003 (6. miejsce), 2004 (25. miejsce), 2006, 2007,
Uczestnik mistrzostwa świata w latach 1998 (16. miejsce), 2001 (11. miejsce), 2003 (29. miejsce), 2006, 2008,
Na igrzyskach w Sydney wystartował w klasie 49er (partnerem był Paweł Kacprowski). Polska załoga zajęła 12. miejsce.